# ویلهلم زولد
ویلهلم زولد (زاده ۱۹ آوریل ۱۹۱۱ – درگذشته ۱ سپتامبر ۱۹۹۵) بازیکن فوتبال آلمانی بود.

## حرفه بین‌المللی
زولد ۱۲ بازی ملی برای آلمان بین سال‌های ۱۹۳۵ و ۱۹۴۲ انجام داد او در بازی‌های المپیک تابستانی ۱۹۳۶ عضو تیم آلمان بود، اما در هیچ مسابقه‌ای بازی نکرد.